# Splendrillia zanzibarica
Splendrillia zanzibarica is een slakkensoort uit de familie van de Drilliidae. De wetenschappelijke naam van de soort is voor het eerst geldig gepubliceerd in 1996 door Sysoev.